# The Heart of Jules Carson
The Heart of Jules Carson è un cortometraggio muto del 1917 diretto da Burton L. King. Prodotto dalla Selig Polyscope Company, aveva come interpreti Robyn Adair, Ed Brady, Virginia Kirtley, Leo Pierson.

## Produzione
Il film fu prodotto dalla Selig Polyscope Company.

## Distribuzione
Distribuito dalla General Film Company, il film - un cortometraggio in una bobina - uscì nelle sale cinematografiche statunitensi nel luglio 1917.